# معرفت‌شناسی فمینیستی
معرفت‌شناسی فمینیستی (انگلیسی: Feminist epistemology) بررسی معرفت‌شناسی از دیدگاه فمینیستی است.
معرفت‌شناسی فمینیستی ادعا می‌کند که ارزش‌های اخلاقی و سیاسی در شکل‌دهی شیوه‌های معرفتی و تفسیر شواهد مهم هستند. معرفت‌شناسی فمینیستی بیش از ۲۵ سال است که وجود دارد، و مطالعه می‌کند که چگونه جنسیت بر درک ما از دانش، توجیه و نظریه دانش تأثیر می‌گذارد. توضیح می‌دهد که چگونه دانش و توجیه علمی، می‌تواند به زیان زنان باشد. معرفت‌شناسی فمینیستی از دو واژه فمینیسم و معرفت‌شناسی گرفته شده است. فمینیسم به لغو نابرابری‌های جنسیتی و جنسی توجه دارد، از این منظر که فقط زنان از نابرابری رنج می‌برند درحالی‌که معرفت‌شناسی تحقیق در معنای دانش است. محققان معرفت‌شناسی فمینیستی ادعا می‌کنند که برخی از نظریه‌های دانش با منع زنان از تحقیق، انتقاد ناعادلانه از سبک‌های شناختی آن‌ها، و تولید نظریه‌هایی دربارهٔ زنان و پدیده‌های اجتماعی که سلسله‌مراتب جنسیتی را تقویت می‌کنند و زنان را پست نشان می‌دهند، تبعیض قائل می‌شوند. نکته غیرقابل بحث این است که بسیاری از آنچه به‌عنوان دانش شناخته شده و به محافل دانشگاهی و صنعتی منتقل شده است، توسط مردان تولید شده است. در نتیجه تجارب و دغدغه‌های آن‌ها در تعیین جهت آن نقش داشته است. به گفته معرفت‌شناسان فمینیست، این ناکامی‌ها در دانش مسلط ناشی از روش‌شناسیهای علمی معیوب و تصورات دانش است. بنابراین، معرفت‌شناسان فمینیست تلاش می‌کنند نظریه‌هایی را تبلیغ کنند که به آزادی و اهداف برابری‌خواهانه کمک می‌کنند و از این تلاش‌ها به‌عنوان پیشرفت در دانش محافظت می‌کنند.